# Chlum (Hlinsko)
Chlum je vesnice a část města Hlinsko v okrese Chrudim. Nachází se asi šest kilometrů jihozápadně od Hlinska. Prochází zde silnice I/34. Vesnicí protéká potok Slubice, který je levostranným přítokem řeky Chrudimky. Chlum leží v katastrálním území Chlum u Hlinska o rozloze 5,65 km². S Chlumem sousedí na severovýchodě Hlinsko, na jihovýchodě Košinov, na jihozápadě Benátky a na severozápadě Stružinec.

## Historie
První písemná zmínka o vesnici pochází z roku 1392.

## Pamětihodnosti
- Kostel svatého Petra a Pavla – filiální barokní jednolodní kostel z let 1677–1798[5]
- Samostatná dřevěná zvonice u kostela z roku 1804
- Kamenný empírový kříž z roku 1835, s kamennými sloupky s ohrazením
- Barokní zámeček z 18. století, postavený biskupem Janem Josefem Vratislavem z Mitrovic, v minulosti využívaný jako mateřská škola

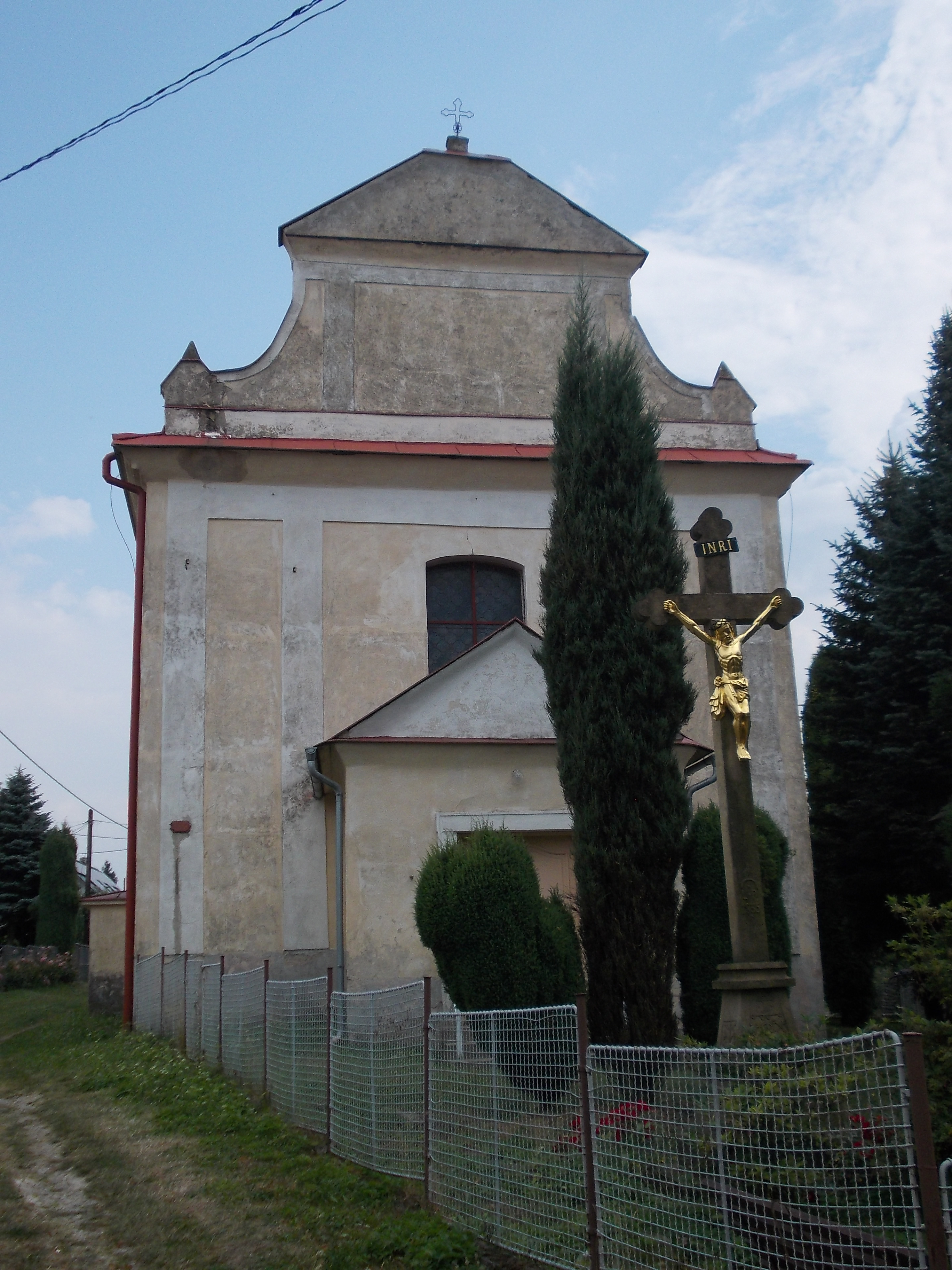
Kostel sv. Petra a Pavla, v popředí kamenný kříž
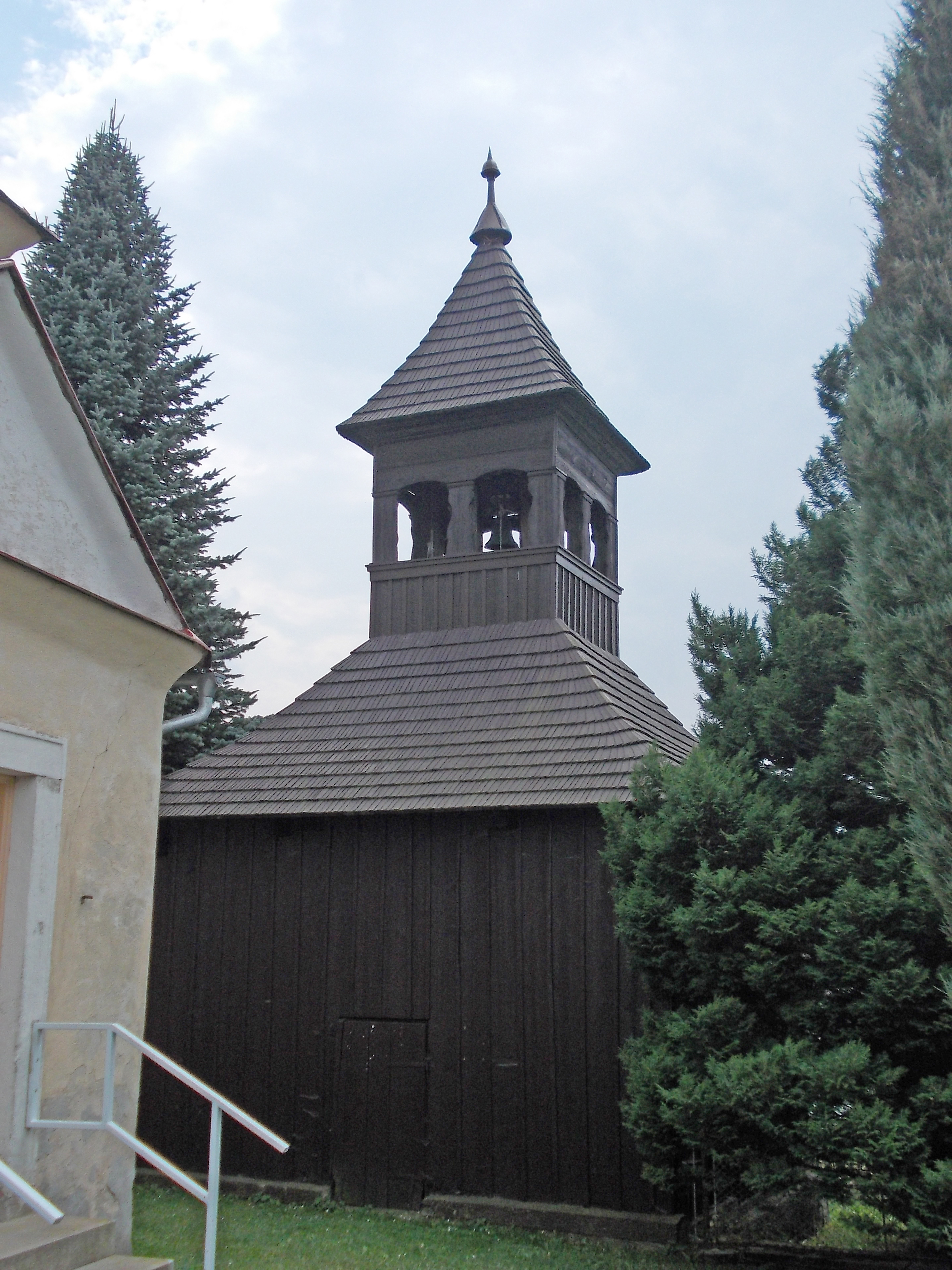
Dřevěná zvonice
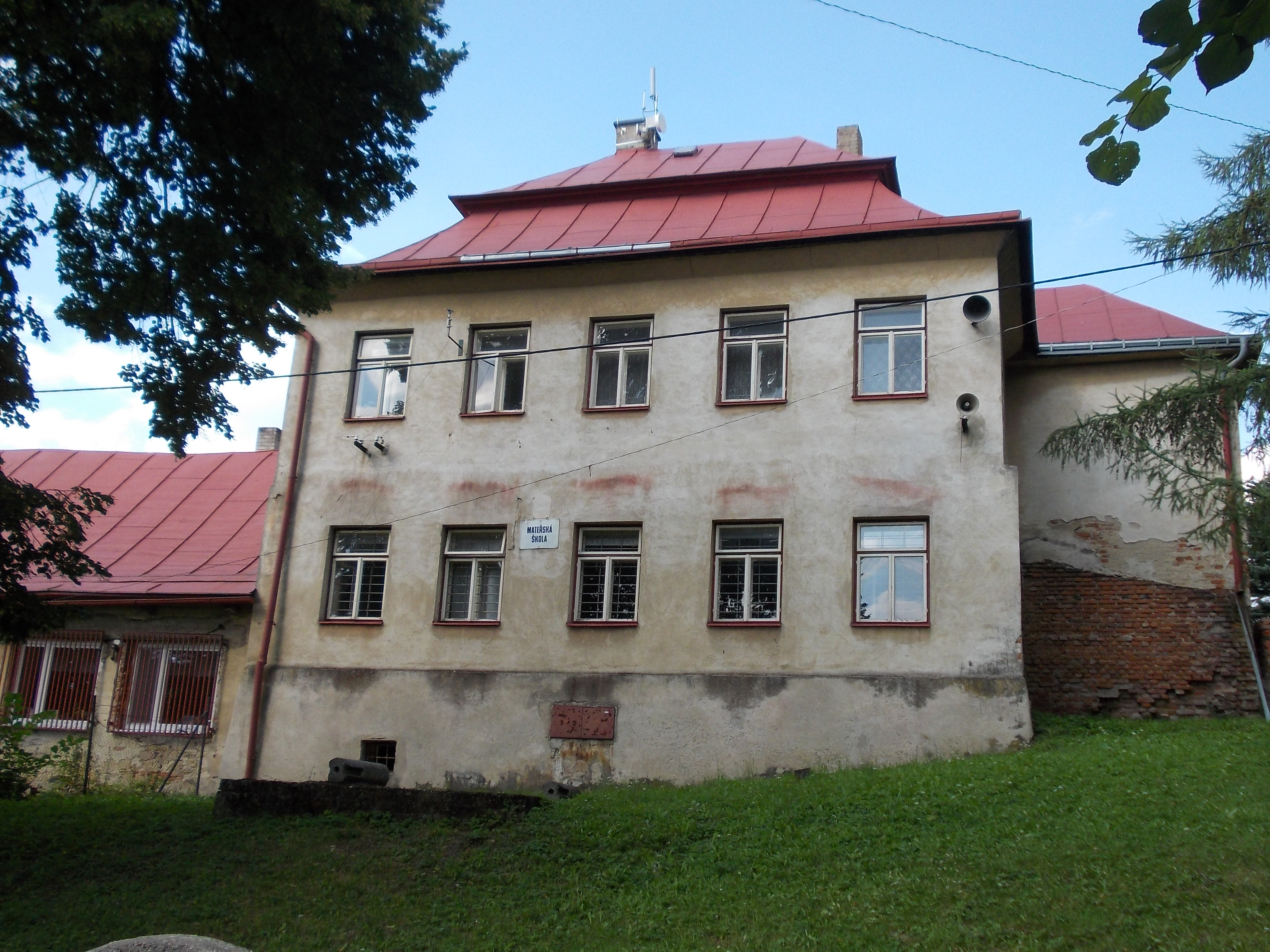
Barokní zámeček

## Významní rodáci
- Kristian Petrlík (1842–1908) – profesor vodního a dopravního stavitelství na Císařské a královské české vysoké škole technické v Praze. Dvakrát zvolen jejím rektorem.